# Municipio de Allen (Míchigan)
El municipio de Allen (en inglés: Allen Township) es un municipio ubicado en el condado de Hillsdale en el estado estadounidense de Míchigan. En el año 2010 tenía una población de 1657 habitantes y una densidad poblacional de 17,66 personas por km².

## Geografía
El municipio de Allen se encuentra ubicado en las coordenadas 41°56′42″N 84°45′32″O / 41.94500, -84.75889. Según la Oficina del Censo de los Estados Unidos, el municipio tiene una superficie total de 93.84 km², de la cual 93,25 km² corresponden a tierra firme y (0,62 %) 0,58 km² es agua.

## Demografía
Según el censo de 2010, había 1657 personas residiendo en el municipio de Allen. La densidad de población era de 17,66 hab./km². De los 1657 habitantes, el municipio de Allen estaba compuesto por el 97,89 % blancos, el 0,42 % eran afroamericanos, el 0,18 % eran amerindios, el 0,24 % eran asiáticos, el 0,18 % eran de otras razas y el 1,09 % eran de una mezcla de razas. Del total de la población el 1,57 % eran hispanos o latinos de cualquier raza.